# Prioneris autothisbe
Prioneris autothisbe is een vlindersoort uit de familie van de Pieridae (witjes), onderfamilie Pierinae.
Prioneris autothisbe werd in 1826 beschreven door Hübner.